# مایکروسافت ویزیو
مایکروسافت ویزیو (به انگلیسی: /ˈvɪzi.oʊ/ viz-zee-oh) نرم‌افزاری از خانواده مایکروسافت آفیس است که برای طراحی نمودارها و شکل‌ها ساخته شده‌است و تحت سیستم‌عامل ویندوز کار می‌کند.

## تاریخچه
این محصول برای اولین بار در سال ۱۹۹۲ توسط شرکت «شیپ ویر» ارائه شد. بعدها در سال ۲۰۰۰ این شرکت توسط مایکروسافت خریداری شد.